# La pizarra
La pizarra (en persa تخته سیاه, Tajté siah) es una película iraní dirigida por Samira Makhmalbaf y estrenada en el año 2000

## Argumento
Después de un bombardeo en el Kurdistán iraní, unos profesores van de pueblo en pueblo a la búsqueda de alumnos. Uno de ellos se cruza en su camino con un grupo de adolescentes que pasan clandestinamente la frontera. Él quiere enseñarles a leer y a escribir, pero ninguno de ellos está interesado. Otro profesor encuentra un grupo de ancianos que buscan el retorno a su tierra natal.

## Premios
- 2000: Premio del Jurado (Festival de Cannes)[1]